# Karina Falagan
Karina Falagan (Castrotierra de la Valduerna, León 1946 -  Vigo, 29 de mayo de 2013) fue una célebre empresaria de la noche viguesa originaria de León. Conocida por sus negocios de hostelería,  principalmente por el Bar Jonathan en la Playa de Samil, donde organizaba un concurso de figuras de arena cada año.

## Biografía
Su padre era originario de León,  sus negocios quebraron, se arruinó y entró en prisión. Karina llegó a Vigo desde León con cinco años para estudiar. A los 17 años estudió en la Universidad de Santiago de Compostela, estudios que dejó para irse a Londres. Allí tuvo a su único hijo, fruto de una relación con un lord inglés que murió en un accidente automovilístico unos años más tarde. De 1968 a 1969 trabajó en París en la embajada de Kenia. Desde la embajada la enviaron a una conferencia en Rabat donde conoció al general Driss, jefe de la marina marroquí, y con quien tuvo otra relación. Emigró a los EE. UU., instalándose en Houston y más tarde en Galveston, manteniendo una relación diferente con otro hombre de negocios. Más tarde volvería a Vigo.
En los últimos años del franquismo, el alcalde de Vigo, Joaquín García Picher, le otorgó a Karina Falagan, entonces propietaria de las instalaciones alternativas de Lady Hamilton en la calle de Vigo, una licencia en la playa de Samil. Además de la posición privilegiada en primera línea de playa, organizaba en el Atlantis Show un espectáculo nocturno. Allí actuaron personalidades como Sara Montiel, Rocío Dúrcal, Chavela Vargas, Julio Iglesias, Alaska o Alberto Cortez.
En 1991, Rosa Miguélez, miembro del PSOE, dijo en el Parlamento gallego: Que el Partido Popular tiene como militante a una mujer como Karina Fálagan, una conocida prostituta de Vigo, no significa que todas las mujeres del PP lo sean. Dos años después, Karina Falagan ingresó al Parlamento gallego, ingresó a la cafetería donde estaba Rosa Miguélez y le preguntó si la conocía. Después de recibir la respuesta sin respuesta, le dio una bofetada mientras la insultaba. Karina fue denunciada por el Parlamento gallego pidiendo seis años y un día de prisión y un millón de pesetas. El 27 de febrero de 1995, se emitió una sentencia que fue absuelta.
Karina fue representante para Galicia y Portugal de la marca inglesa de cafeteras Kona.
Murió de cáncer intestinal y en su entierro había música de Julio Iglesias y Dulce Pontes.